# Уртааул
Уртааул (узб. Oʻrtaovul/Ўртаовул) — посёлок городского типа в Зангиатинском районе Ташкентской области, Узбекистан. В посёлке расположена одноимённая железнодорожная станция (на линии Ташкент — Сырдарьинская).
Статус посёлка городского типа с 1974 года.
Исправительная колония и колония поселения находятся в соседнем поселке "Садовый" , ныне "Богзор"

## Население
| 1979   | 1989   |
| ------ | ------ |
| 10 123 | 13 271 |